# Кіровський (Бузулуцький район)
Кі́ровський (рос. Кировский) — селище у складі Бузулуцького району Оренбурзької області, Росія.

## Населення
Населення — 230 осіб (2010; 222 у 2002).
Національний склад (станом на 2002 рік):
- росіяни — 67 %